# Calze del Papa Luna

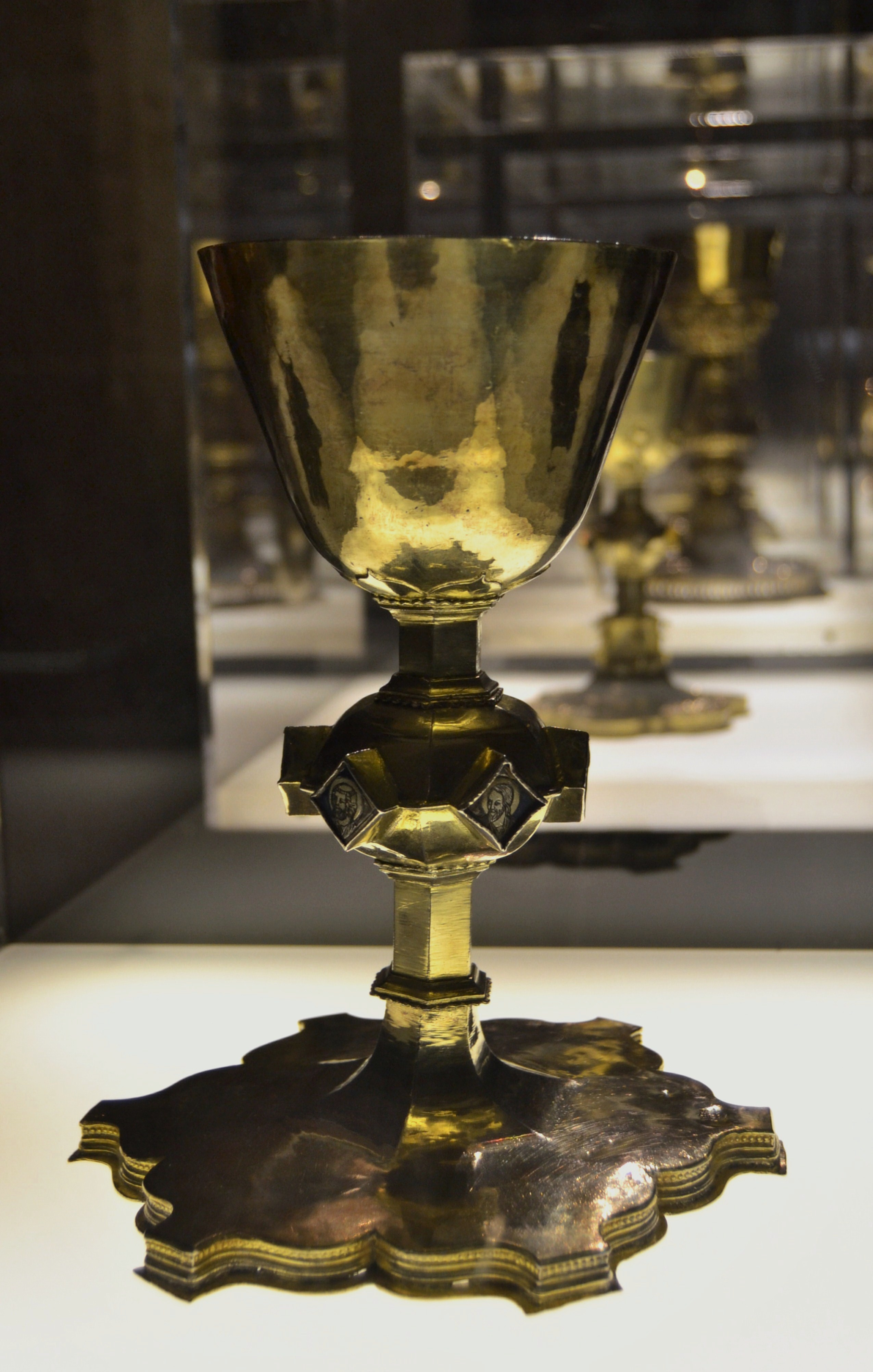
Calze del Papa Benet XIII, Papa Luna.

El Calze del Papa Luna és una peça d'orfebreria gòtica valenciana.
Es conserva a la parròquia de Santa Maria de Peníscola, i ha sigut exposat a diverses exposicions com La llum de les imatges.
Presenta escuts del Regne de València i del pontífex Benet XIII d'Avinyó, el conegut com Papa Luna.